# Бельково (Ярославская область)
Бельково — деревня в Ивняковском сельском поселении Ярославского района Ярославской области России.

## География
Деревня расположена на правом берегу реки Пахма. Окружена с одной стороны сельскими полями, а с другой рекой. На другой стороне большое количество садоводческих товариществ: «Мичуринец», «Лазурный», «Железнодорожник», «Берёзка-3», «Пахма, «ЯЭМЗ», «Наука», «Станкостроитель».

## История
В (каком году?) дома №1, 2, 3 деревни Якимовское вошли в состав Бельково.
В 2006 году деревня вошла в состав Ивняковского сельского поселения образованного в результате слияния Ивняковского и Бекреневского сельсоветов.

## Население
| 2007 | 2010 |
| ---- | ---- |
| 5    | ↘4   |

### Историческая численность населения
По состоянию на 1859 год в деревне было 4 дома и проживало 27 человек.
По состоянию на 1989 год в деревне проживало 21 человек.

### Национальный и гендерный состав
Согласно результатам переписи 2002 года, в национальной структуре населения русские составляли 100 % из 6 чел., из них 2 мужчины, 4 женщины.
Согласно результатам переписи 2010 года население составляют 2 мужчины и 2 женщины.

## Инфраструктура
Основа экономики — личное подсобное хозяйство. По состоянию на 2021 год большинство домов используется жителями для постоянного проживания и проживания в летний период. Вода добывается жителями из личных колодцев. Ближайший магазин находится в СНТ «Мичуринец». В деревне имеется таксофон (около дома №8).
Почтовое отделение №150507, расположенное в посёлке Ивняки, на март 2022 года обслуживает в деревне 17 домов.

## Транспорт
Бельково расположено в 8 км от деревни Ивановский Перевоз. От неё на Курбу идёт асфальтовая дорога, а до самой деревни — грунтовая. В деревню можно попасть по пешеходному мосту через садоводческие товарищества.
По автодороге «Карачиха — Ширинье» несколько раз в день проходит автобусы №№ 154 «Ярославль-Главный — Ширинье», 154К «Ярославль-Главный — Курба — Ширинье». Ближайшая остановка находится рядом с селом Юркино в 3.1 км от Антроповского. Более выгодным вариантом выглядит путь до конечной остановки автобусов №№ 102, 102А (1.9 км).